# François Aubey
Pour les articles homonymes, voir Aubey.
François Aubey, né le 20 septembre 1960 à Caen, est un homme politique français. Il est maire de Mézidon-Canon de 1995 à 2017 et président de la communauté de communes de la Vallée d'Auge de 2001 à 2014. Il est également conseiller général du canton de Mézidon-Canon de 2001 à 2014 et sénateur du Calvados du 28 septembre 2014 au 11 juin 2015.
Le 11 juin 2015, à la suite du rejet, le 26 janvier 2015, de son compte de campagne par la Commission nationale des comptes de campagne et des financements politiques, il est déclaré démissionnaire d'office par le Conseil constitutionnel et inéligible pour un an. Il est remplacé au Sénat par la candidate suivante sur la liste qu'il conduisait en septembre 2014, Corinne Féret.
Il devient maire de la commune nouvelle de Mézidon Vallée d'Auge le 10 janvier 2017 et président de la communauté d'agglomération Lisieux Normandie le 9 janvier 2017.
Le 23 mai 2020, François Aubey est réélu maire de la commune de Mézidon Vallée d’Auge par le conseil municipal. En juillet 2020, il est réélu à la tête de la Communauté d'agglomération Lisieux Normandie.